# Rivière Margaree
 (novembre 2023).
Si vous disposez d'ouvrages ou d'articles de référence ou si vous connaissez des sites web de qualité traitant du thème abordé ici, merci de compléter l'article en donnant les références utiles à sa vérifiabilité et en les liant à la section « Notes et références ».
La rivière Margaree est un cours d'eau qui coule dans l'île du Cap-Breton en Nouvelle-Écosse. Elle est inscrite au réseau des rivières du patrimoine canadien depuis 1998.

## Toponymie
Les Amérindiens de la Nation Micmacs appelaient ce fleuve «  Weekuch » et son embouchure «  Oochaadouch », c’est-à-dire «où l’on trouve l’ocre rouge». Le premier nom français donné à ce cours d'eau est indiqué sur les cartes du XVIIIe siècle, à l'époque de l'Acadie, sous le nom de rivière Sainte-Marguerite.

## Historique
Au cours du XVIIIe siècle, les Français et les Anglais se sont disputé les pêches fertiles du golfe du St–Laurent. Les noms donnés le long de la rivière Sainte-Marguerite témoignent des limites de l’ancienne « rive française » peuplée par les Acadiens qui séparait les villages écossais, situé au sud. 

## Géographie
La rivière Margaree est issue de deux sources distinctes ; L'une prend sa source à l'Est depuis le plateau du Cap-Breton, l'autre source provient du lac Ainslie, situé au sud, dont elle est le principal émissaire. Les deux branches se rejoignent au lieu-dit de la fourche de Margaree Forks. La rivière s'écoule vers le nord-ouest et se jette dans la mer entre Margaree Harbour et Belle-Côte. 
Le village de Margaree est situé le long de son cours.
La rivière est un lieu de villégiature et de pêche pour les amateurs de saumons.